# Setéth család
A Setéth család Esztergom-, Nyitra vármegyei és Verebélyi széki egyházi nemes család. Elképzelhető az is, hogy a család Setétkútról vette a nevét.
1570-ben Nagylóton Setéth Albertet és fiait Pétert és Benedeket írták össze mint fejadófizető személyt a török defterben. 1664-ben az újvári ejálet defterében Lehotkagyarmaton Setít Farkas szerepelt.
A család a verebélyi székben Tardoskedden (Setéth Imre) és Kiskéren (ifj. Setéth Ferenc) volt birtokos. 1722-ben ifj. Setéth Ferenc pereskedett Molnár György özvegyével Miszaros Erzsébettel. 1725-ben Tardoskedden Setéth Imre 31 év körüli tanúskodott. 1731-ben ifj. Setith Ferenc pereskedett Bogyó Ádámmal, illetve id. Gáspár László a Beliczay, Setéth és Farkas családdal. 1733-ban Setith Ferenc pereskedett Galgozy István özvegyével Lőrinczy Katalinnal. 1735-ben Setéth Anna Mária Nagykéren végrendelkezett, melynek egyik pontja szerint Bogyó Jakabra hagyta vagyonának egy részét. 1741-ben Bogyó István és Setith Imre pereskedtek. Setéth Imre 1754-ben kapott Nyitra vármegyétől nemesi bizonyítvány.
1792-ben Setéth Ferenc Alsóköröskényen volt birtokos. Esztergom vármegyében Únyon birtokoltak. Pest vármegyében Setéth Károly tinnyei birtokos előbb esküdt, 1841-től alszolgabiró volt. Tinnyén Setéth Farkas neje Miskey Éva, és Setéth József neje Miskey Kata után örököltek. A település református temetőjében a család sírboltja műemlék.
Setétth Farkas 1752-ben használt pecsétlenyomata sérült, csupán sisakdíszében látható szablyát tartó kar, valószínűleg W S monogrammal. Setith Ferenc pecsétjein (1755-ből és 1756-ból) látszódik az ovális pajzs tartalma, melyben háromágú növény (búzakalász?) található. Valószínűleg F S monogrammal.

## Neves családtagok

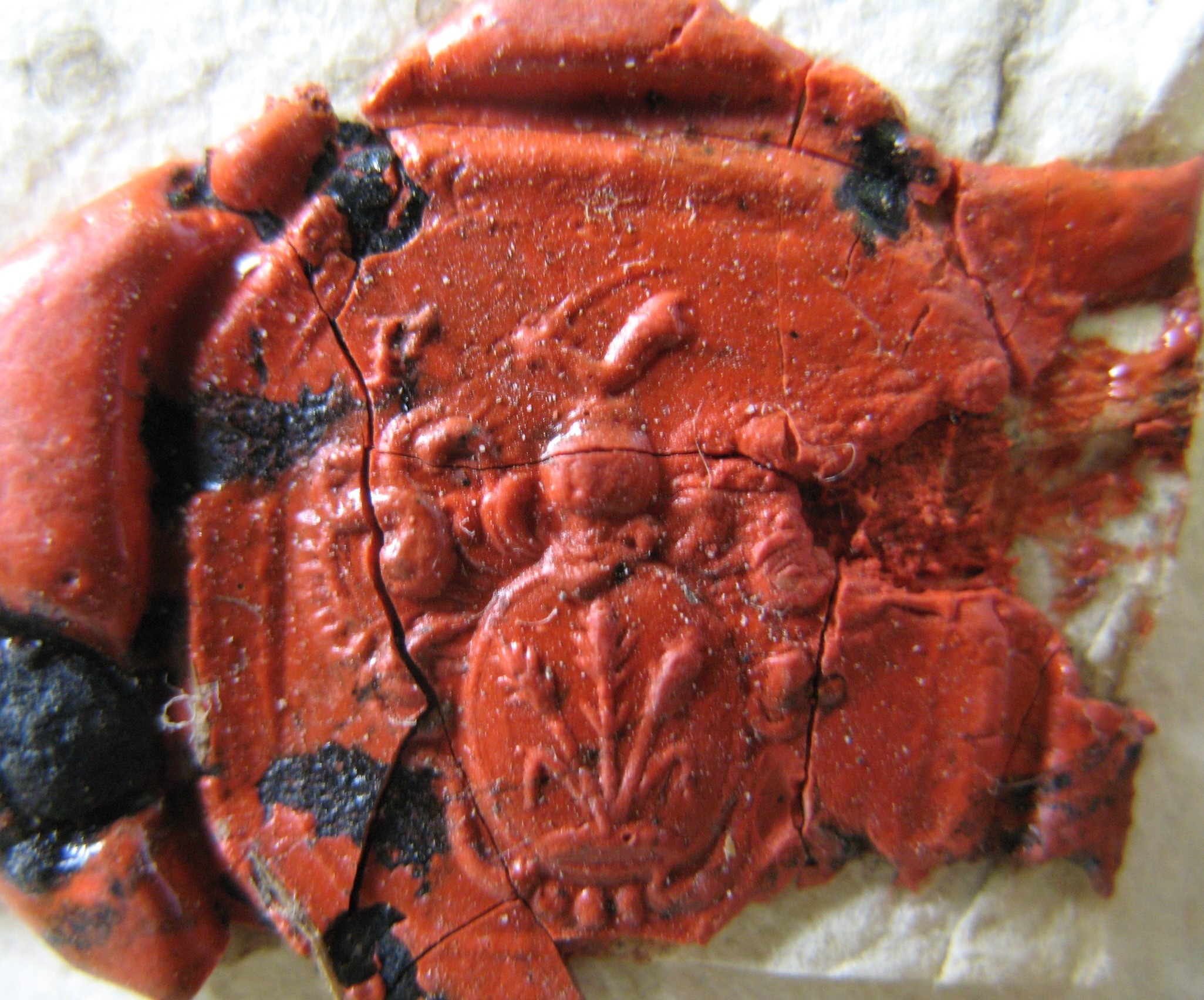
Setith Ferenc esküdt pecsétje 1755-ből
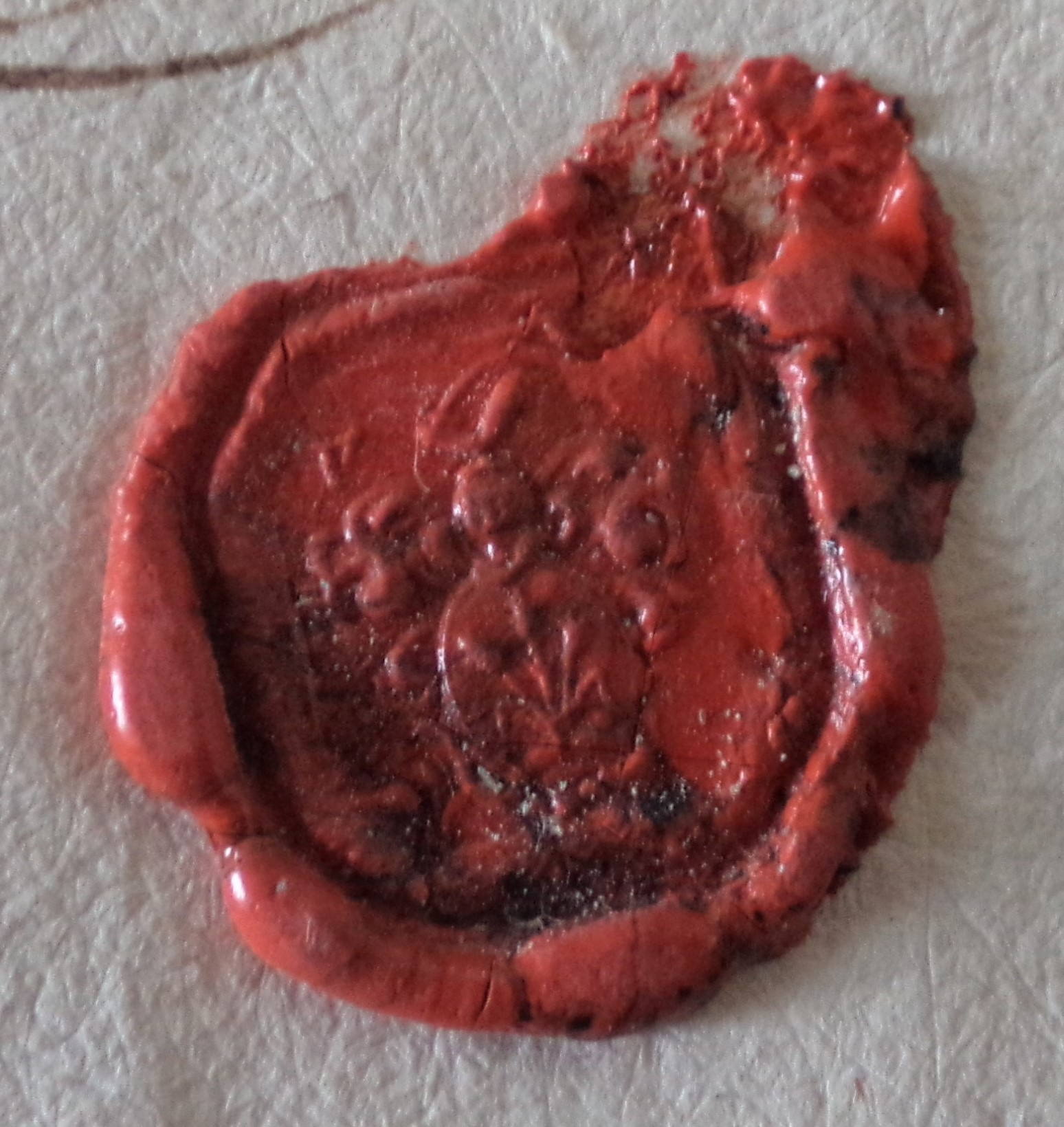
Setith Ferenc esküdt pecsétje 1756-ból

- Setétth Farkas verebélyi széki esküdt 1752-ben[14]
- Setith Ferenc verebélyi széki esküdt 1755-ben és 1756-ban[15]